# 月城真菜
月城真菜（日语：／ Tsukishiro Mana）是女性聲優。主要為成人遊戲配音。

## 演出作品

### 成人遊戲
2007年
- 片恋いの月（日语：片恋いの月）（初瀬香津美[1]）

2008年
- Garden（姫宮瑠璃）
- ヴェルディア幻奏曲（日语：ヴェルディア幻奏曲）（[2]）
- 片恋いの月えくすとら（日语：片恋いの月）（初瀬香津美[3]）
- 緣之空（天女目瑛[4]）

2009年
- 悠之空（天女目瑛）

2010年
- 戀色空模樣（篠原聖良）

2011年
- 戀色空模樣 after happiness and extra hearts（篠原聖良）

2013年
- 南十字星恋歌（布志名香乃梨）

2016年
- 間宮家的五胞胎事情（間宮珠音[5]）

### 網路廣播
- 島與海與☆沖繩（日语：島と海と☆こいそらじお）（2009年 - 2011年、音泉※）
- （2013年 - 2014年[6]、音泉※）

### 廣播劇CD
- 廣播劇CD「島與海與☆沖繩（日语：島と海と☆こいそらじお）」vol.1、2（2010年 - 2011年）
- 廣播劇CD「島と海と☆こいそらじお〜はっぴーはーと〜（日语：島と海と☆こいそらじお）」vol.1、2（2012年）
- 廣播劇CDVol.1（2014年）